# Джон Денфорт
Джон Клаггетт Денфорт (англ. John Claggett Danforth; нар. 5 вересня 1936, Сент-Луїс, Міссурі) — американський юрист і політик-республіканець. Він був сенатором США від штату Міссурі з 1976 по 1995, представляв Сполучені Штати в Організації Об'єднаних Націй з 1 липня 2004 по 20 січня 2005.
У 1958 році Денфорт отримав ступінь бакалавра у Принстонському університеті і продовжив вивчати законодавство та богослов'я в Єльському університеті. Увійшов до колегії адвокатів Нью-Йорка у 1963, працював священнослужителем Єпископальної церкви (написав книгу про релігію і політику Faith and Politics: How the «Moral Values» Debate Divides America and How to Move Forward Together) і генеральним прокурором Міссурі з 1969 по 1976.
У травні 2012 став партнером «Сент-Луїс Блюз» Північно-Американської хокейної ліги Національної хокейної ліги.